# Xya pulex
Xya pulex är en insektsart som först beskrevs av Henri Saussure 1896.  Xya pulex ingår i släktet Xya och familjen Tridactylidae. Inga underarter finns listade i Catalogue of Life.